# فیل در اتاق
فیل در اتاق (به انگلیسی: Elephant in the room) یک اصطلاح استعاری زبان انگلیسی است که منظورش مشکل یا ریسک واضحی است که هیچ‌کس نمی‌خواهد در موردش بحث یا کار کند یا یک وضعیت گروه‌زدگی که هیچ‌کس نمی‌خواهد آن را به چالش بکشد.
این اصطلاح بر اساس ایده است که چیزی به آشکاری یک فیل می‌تواند در تعاملات مدون اجتماعی نادیده گرفته شود.